# Liste der Baudenkmale in Neukamperfehn
Die Liste der Baudenkmale in Neukamperfehn enthält die nach dem Niedersächsischen Denkmalschutzgesetz geschützten Baudenkmale in der ostfriesischen Gemeinde Neukamperfehn.
Grundlage ist die veröffentlichte Denkmalliste des Landkreises (Stand: 25. Juli 2016).
Baudenkmale sind „im Sinne des Gesetzes Bodendenkmale, bewegliche Denkmale und Denkmale der Erdgeschichte.“

## Neukamperfehn

### Einzelbaudenkmale
| Lage                                                                                            | Bezeichnung              | Beschreibung | ID       | Bild |
| ----------------------------------------------------------------------------------------------- | ------------------------ | --- | -------- | ---- |
| Neukamperfehn, Alte Süderwieke 40 Flurstück: 030827-004-00157/004 53° 19′ 55″ N, 7° 32′ 37″ O   | Wohn-/Wirtschaftsgebäude | Wohn-/Wirtschaftsgebäude Kleiner gulfhausartiger Ziegelbau. Wohnteil mit einseitiger Kübbung und Giebelkamin. Schiebefenster in Holzblockrahmen. Wirtschaftsteil mit tiefem Vollwalm. Erbaut Mitte 19. Jahrhundert; Einzeldenkmal gem. § 3.2 NDSchG | 35715893 | BW   |
| Neukamperfehn, Hauptwieke 70 Flurstück: 030827-003-00021/001 53° 20′ 52″ N, 7° 33′ 7″ O         | Gulfhaus (Gulfhaus)      | Gulfhaus (Gulfhaus) eingeschossiger Wohnteil in Ziegelmauerwerk mit Blockrahmenfenstern. Datiert 1852; Öffnungen zum Teil um 1900 erneuert. Einzeldenkmal gem. § 3.2 NDSchG | 35715944 | BW   |
| Neukamperfehn, Hauptwieke 86 Flurstück: 030827-030827-006-00003/000 53° 21′ 10″ N, 7° 31′ 47″ O | Wohn-/Wirtschaftsgebäude | Wohn-/Wirtschaftsgebäude mit: Gartengrundstück; Reste der ehemaligen Werftanlage (gegründet um 1700, 1869–1935 "Wattjes Werft") an der Gabelung der Hauptwieke und der Verlängerung des Spetzerfehnkanals. Ehemaliges gulfhausartiges Wohn-/Wirtschaftsgebäude in Ziegelbauweise unter Satteldach; wesentliche Begründung: 1 geschichtliche Bedeutung Einzeldenkmal gem. § 3.2 NDSchG | 44824034 | BW   |
| Hauptwieke 86 53° 21′ 10″ N, 7° 31′ 46″ O                                                       | Gartengrundstück         | | 44824179 | BW   |

## Stiekelkamperfehn
| Lage                                                                                         | Bezeichnung              | Beschreibung | ID       | Bild |
| -------------------------------------------------------------------------------------------- | ------------------------ | --- | -------- | ---- |
| Stiekelkamperfehn, Kanalstraße 26 Flurstück: 030828-002-00083/002 53° 20′ 3″ N, 7° 33′ 25″ O | Wohn-/Wirtschaftsgebäude | Wohn-/Wirtschaftsgebäude Kleiner gulfhausartiger Ziegelbau mit einseitiger Kübbung und Giebelkamin. Wirtschaftsteil mit tiefem Vollwalm. 2. Hälfte 19. Jahrhundert Einzeldenkmal gem. § 3.2 NDSchG | 35715971 | BW   |